# Генерал кавалерии
«Генерал от кавалерии»
Генерал кавалерии (нем. General der Kavallerie) — воинское звание генеральского состава кавалерии в Вооружённых силах Германии (Германская имперская армия, рейхсвер, вермахт), а также в армии Австро-Венгрии. В вермахте звание генерала конницы находилось по старшинству между генерал-лейтенантом и генерал-полковником.
Входило в группу воинских званий «генерал рода войск» и соответствовало следующим званиям:
- Генерал пехоты;
- Генерал артиллерии;
- Генерал танковых войск;
- Генерал парашютных войск;
- Генерал горно-пехотных войск;
- Генерал авиации;
- Генерал инженерных войск;
- Генерал войск связи.

## Генералы кавалериинацистской Германии
| - Дитер фон Бём-Бецинг (Diether von Boehm-Bezing; 1880—1974) - Вальтер Бремер (Walter Braemer; 1883—1955) - Георг Брандт (Georg Brandt; 1876—1945) - Теодор Брантнер (Theodor Brantner; 1882—1964) - Анатоль, граф фон Бредов (Anatol Graf von Bredow; 1859—1941) - Франц Мария фон Дальвик цу Лихтенфельс (Franz Maria von Dalwigk zu Lichtenfels; 1876—1947) - Гюнтер фон Этцель (Günther von Etzel; 1862—1948) - Николаус фон Форман (Nikolaus von Vormann; 1895—1959) - Курт Фельдт (Kurt Feldt; 1887—1970) - Ханс Фейге (Hans Feige; 1880—1953) - Отто фон Гарнир (Otto von Garnier; 1859—1947) - Курт Людвиг, фрайхерр фон Гинант (Curt Ludwig Freiherr von Gienanth; 1876—1961) - Эрик-Оскар Хансен (Erick-Oskar Hansen; 1889—1967) - Густав Гартенек (Gustav Harteneck; 1892—1984) | - Гуго фон Кайзер (Hugo von Kayser; 1873—1949) - Филипп Клеффель (Philipp Kleffel; 1887—1964) - Рудольф Кох-Эрпах (Rudolf Koch-Erpach; 1886—1971) - Карл-Эрик Кёлер (Karl-Erik Köhler; 1895—1958) - Эрнст-Август Кёстринг (Ernst-August Köstring; 1876—1953) - Франц, фрайхерр Кресс фон Крессенштейн (Franz Freiherr Kreß von Kressenstein; 1881—1957) - Альфред фон Кюне (Alfred von Kühne; 1853—1945) - Гюнтер фон Погрелль (Günther von Pogrell; 1879—1944) - Эдвин, граф фон Роткирх унд Трах (Edwin Graf von Rothkirch und Trach; 1888—1980) - Фридрих, граф фон дер Шуленбург (Friedrich Graf von der Schulenburg; 1865—1939) - Лео Гайр фон Швеппенбург (Leo Geyr von Schweppenburg; 1886—1974), с 4 июня 1941 года — генерал танковых войск - Георг Штумме (Georg Stumme; 1886—1942), с 4 июня 1941 года — генерал танковых войск - Зигфрид Вестфаль (Siegfried Westphal; 1902—1982) |